# José Luis Rubiera
José Luis Rubiera Vigil (27 de janeiro de 1973, Gijón, Astúrias), conhecido como Chechu Rubiera, é um antigo ciclista profissional asturiano que destacava principalmente como escalador. Tem sido, ademais, um dos principais gregários de Lance Armstrong durante a sua proveitosa carreira desportiva.
Após ter-se formado nas categorias inferiores da Escola Ciclista as Mestas de Gijón (até cadetes), Alvarín-Rigel de Áviles (juvenis), O jovem de Villablino (aficionados) e da Banesto (também aficionados), passou a profissionais em 1995 nas fileiras da equipa Artiach (desde 1996, Kelme), no que permaneceria até 2000. Começou a destacar em 1997, vencendo na etapa rainha do Giro d'Italia e finalizando 10º em sua classificação geral. Em 2001 passa à equipa US Postal (a partir de 2005, Discovery Channel) como gregário de luxo para o norte-americano Lance Armstrong, ao qual acompanharia nas seis últimas das suas sete vitórias no Tour de France, no que demonstrou a melhora das suas condições como contrarrelógista e rodador. Entre as suas vitórias destacam outra etapa no Giro d'Italia, a Volta ao Alentejo e duas Subidas ao Naranco.
As suas melhores classificações nas grandes voltas têm sido; no Giro, foi 8º em 2000, 10º em 1997 e 13º em 1998; na Volta a Espanha, foi 6º em 1999, 7º em 2001 e 11º em 2000; e no Tour só tem participado com a US Postal, mas, apesar da sua posição como gregário, conseguiu ficar 19º em 2003 e 22º em 2002.
O porto de Cotobello, em Aller (Astúrias) é denominado a Cume Chechu Rubiera.
A final da temporada de 2010 pôs fim à sua carreira desportiva e em novembro desse mesmo ano, com motivo do criterium Memorial Isabel Clavero, deu-se-lhe uma homenagem para agradecer-lhe à sua vida desportiva com sucessos. Actualmente é seleccionador juvenil de ciclismo do Principado das Astúrias e trabalha para a firma de bicicletas MMR.

## Apoio ao asturiano
No ano de 2008 aderiu-se à campanha Doi la cara pola oficialidá, em favor do reconhecimento do asturiano como cooficial das Astúrias.

## Palmarés
| 1997 - 1 etapa do Giro d'Italia 1998 - Subida ao Naranco 1999 - Volta ao Alentejo, mais uma etapa 2000 - 1 etapa do Giro d'Italia - Subida ao Naranco | 2007 - 1 etapa da Volta ao Lago Qinghai 2008 - 1 etapa da Volta a Múrcia |

## Resultados em Grandes Voltas e Campeonatos do Mundo
Durante a sua carreira desportiva tem conseguido os seguintes postos nas Grandes Voltas e nos Campeonatos do Mundo em estrada:
| Carreira           | 1995 | 1996 | 1997 | 1998 | 1999 | 2000 | 2001 | 2002 | 2003 | 2004 | 2005 | 2006 | 2007 | 2008 | 2009 | 2010 |
| ------------------ | ---- | ---- | ---- | ---- | ---- | ---- | ---- | ---- | ---- | ---- | ---- | ---- | ---- | ---- | ---- | ---- |
| Giro d'Italia      | -    | -    | 10º  | 13º  | Ab.  | 8º   | -    | -    | -    | -    | -    | 13º  | 39º  | -    | 49º  | -    |
| Tour de France     | -    | -    | -    | -    | -    | -    | 38º  | 22º  | 19º  | 19º  | 35º  | 91º  | -    | -    | -    | -    |
| Volta a Espanha    | -    | -    | -    | 26º  | 6º   | 11º  | 7º   | 51º  | 80º  | -    | -    | -    | 87º  | 22º  | Ab.  | -    |
| Mundial em Estrada | -    | -    | -    | 45º  | 36º  | 29º  | 57º  | -    | -    | Ab.  | -    | -    | -    | -    | -    | -    |

-: não participa 

Ab.: abandono

## Equipas
- Artiach (1995)
- Kelme (1996-2000)
- US Postal (2001-2004)
- Discovery Channel (2005-2007)
- Astana (2008-2009)
- Team RadioShack (2010)